# Pokerhajerne
|  | Denne artikel er oprettet af botten PalnaBot ud fra en ekstern database. Den kan derfor have sproglige fejl eller mangler. Denne skabelon kan fjernes efter kontrol af indholdet. |

Pokerhajerne er en dokumentarfilm fra 2006 instrueret af Poul Martinsen efter manuskript af Poul Martinsen.

## Handling
Denne dokumentariske roadmovie følger syv professionelle, danske pokerspillere, der deltager i to internationale turneringer, en i Paris og en i Las Vegas. Filmen fokuserer på psykologien i at spille poker og kommer undervejs tær på nogle af de mennesker, der befinder sig inde bag pokeransigterne og de tætsluttende, mørke habitter.